# 胡美
胡 美（こ び、生年不詳 - 1384年）は、元末明初の軍人。もとの名を廷瑞といったが、洪武帝朱元璋の字の国瑞を避けて、名を美と改めた。本貫は沔陽府（現在の湖北省仙桃市）。

## 生涯
はじめ陳友諒に仕えて、江西行省丞相となり、龍興を守った。至正21年（1361年）、朱元璋が江州を平定すると、使者を派遣して胡美を招諭した。胡美は鄭仁傑を使者として九江に派遣し、部下を解散しない条件をつけて、降伏を願い出た。朱元璋は初め難色を示したが、劉基が胡床を蹴って合図したので、朱元璋は城の明け渡しを促す返書を鄭仁傑に持たせて帰らせた。至正22年（1362年）、胡美は返書を得ると、康泰を九江に派遣して降伏した。朱元璋が龍興にやってきて、樵舎に到着すると、胡美は陳友諒から与えられた丞相印と軍民の備蓄している兵糧の資料を献上した。朱元璋は胡美をねぎらい、旧官にとどまらせた。
胡美の降伏に同僉の康泰と平章の祝宗は不満を持っており、胡美はそのことを朱元璋に報告した。朱元璋がかれらの兵に徐達に従って陳友諒を討つよう命じると、康泰と祝宗は反乱を起こし、洪都（龍興）を攻め落とした。徐達らは兵を返して反乱を討ち平らげた。祝宗は逃走して死に、康泰は捕らえられて集慶に送られた。康泰は胡美の姉妹の子だったことから、朱元璋に一命を許された。至正23年（1363年）、胡美は陳友諒に対する征戦に従った。至正25年（1365年）、徐達らとともに水陸両軍を率いて淮東を奪取した。至正26年（1366年）、張士誠を討ち、湖州を下し、平江を包囲した。至正27年（1367年）、別将として無錫を奪い、莫天祐を降した。凱旋すると、栄禄大夫の位を加えられた。
その冬、胡美は征南将軍となり、軍を率いて江西から福建に進攻した。杉関を渡り、光沢を下し、邵武の守将の李宗茂を城ごと降した。建陽に宿営すると、守将の曹復疇を降した。進軍して建寧を包囲したが、守将で同僉の達里麻と参政の陳子琦が老獪な戦術で攻略を阻んだ。胡美はたびたび戦いを挑んだが、敵は出戦してこなかった。洪武元年（1368年）、胡美は城を強襲して降した。整然と入城して、いささかも略奪しなかった。将士9700人あまりを捕らえ、陳子琦らを応天府に送った。胡美は中書平章・同知詹事院事となった。湯和らと合流して福州・延平・興化を奪取した。胡美は降将を派遣して説得に当たらせ、汀州や泉州の諸県を降した。福建は平定され、胡美はその地の留守をつとめた。まもなく応天府に召還されて、洪武帝（朱元璋）に従って汴梁に赴いた。
洪武3年（1370年）、洪武帝の命を受けて河南に赴き、ココ・テムルの旧部下を招集した。この年の冬、論功により豫章侯に封じられ、世券を与えられた。かれに対する洪武帝の誥詞は竇融が後漢に帰順した故事にたとえたものであった。洪武13年（1380年）、胡美は臨川侯に改封され、長沙に潭府を建てて監督した。洪武帝により韓政・曹良臣・楊璟・陸聚・梅思祖・黄彬らとともに勲臣に列せられ、洪武帝の待遇は最も厚いものであった。胡美の長女は宮中に入って貴妃となっていたが、胡美の子や娘婿たちは宮中の禁を破って出入りしていたという。洪武17年（1384年）、このことが発覚すると、胡美の子や娘婿たちは刑死し、胡美は自殺させられた。